# غبيراء مختلطة
الغبيراء المختلطة (باللاتينية: Sorbus commixta) نوع نباتي شجري يتبع جنس الغبيراء من الفصيلة الوردية.
تنتشر في المناطق الإسكندنافية ودول البلطيق.